# Grant Township (comté de Winnebago, Iowa)
Grant Township est un township, du comté de Winnebago en Iowa, aux États-Unis. Il est fondé en 1886.

## Source de la traduction
- (en) Cet article est partiellement ou en totalité issu de l’article de Wikipédia en anglais intitulé « Grant Township, Winnebago County, Iowa » (voir la liste des auteurs).